# Jehan Kuypers
Jehan Kuypers (Bakel, 1 december 1907 - Sjanghai, 20 maart 1983) was een Nederlandse journalist en schrijver.
Jehan Kuypers studeerde wijsbegeerte in Italië en klassieke letteren te Nijmegen. Nadat hij in 1933 journalist was geworden werd hij correspondent in de Spaanse burgeroorlog en reisde hij door Marokko. 
Hij was oprichter van het litteraire tijdschrift voor Limburg 'Schalmei'. Ook was hij secretaris van de rooms-katholieke Werkgemeenschap 'de Brug'. 
Sinds 1940 werkte hij op het Hoofdbureau der Staatsmijnen te Heerlen.
Kuypers werkte tot na zijn pensionering als buitenlandcommentator van het Eindhovens Dagblad/Helmonds Dagblad. Hij ondertekende zijn bijdragen met een houten kuipje. Kuypers stierf tijdens een werkreis naar China.

## Erkenning
In 1968 won Kuyper de Prijs voor de Dagbladjournalistiek. Het was de bekroning voor een serie over de Zesdaagse Oorlog tussen Israël en de Arabische buurlanden.